# Estazolam
Estazolam, summaformel C16H11ClN4, är ett ångestdämpande och lugnande preparat som tillhör gruppen bensodiazepiner. Substansen patenterades 1970. Det används inte som läkemedel i Sverige.
Substansen är narkotikaklassad och ingår i förteckning P IV i 1971 års psykotropkonvention, samt i förteckning IV i Sverige.